# Johan Turi

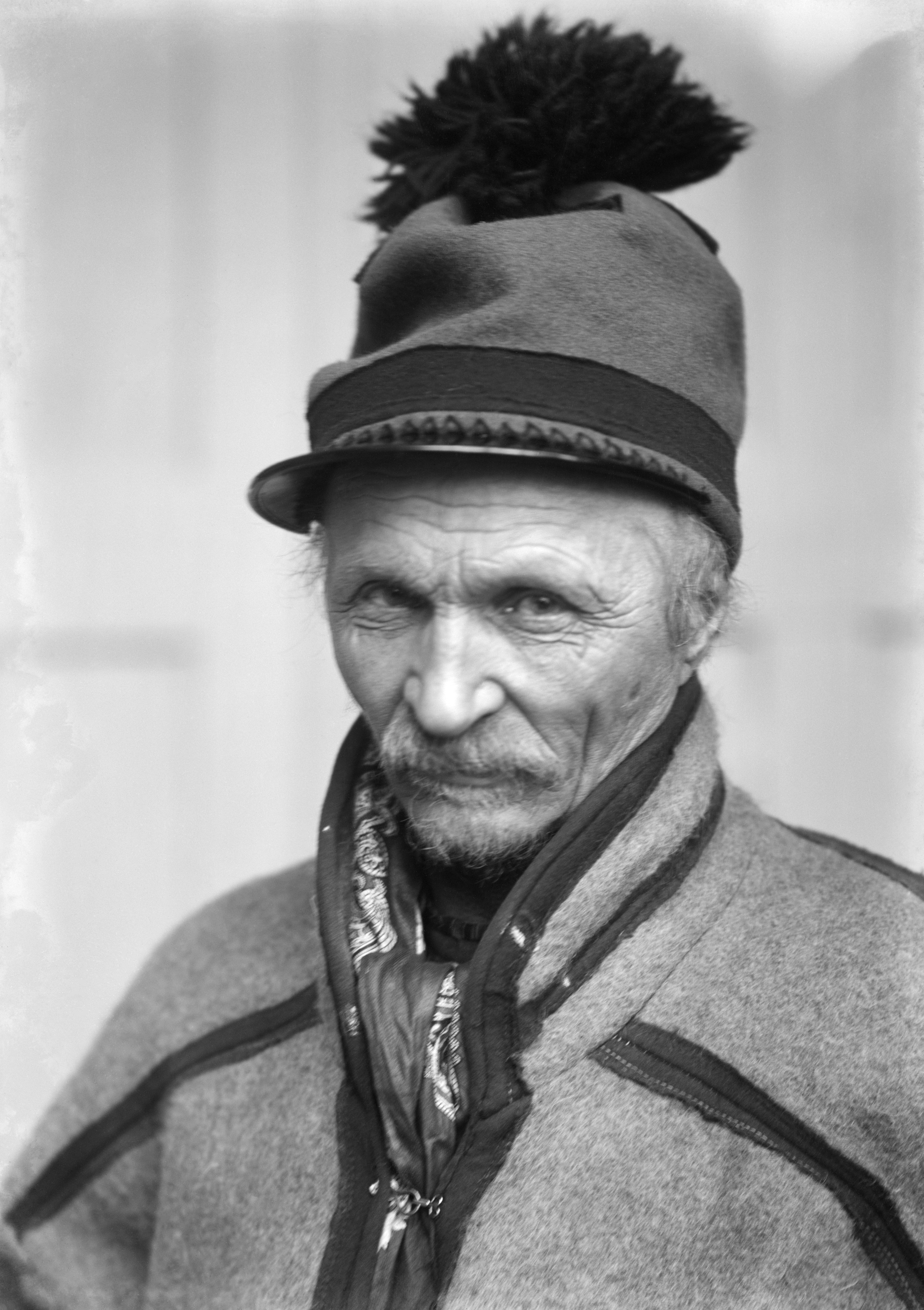
Johan Turi

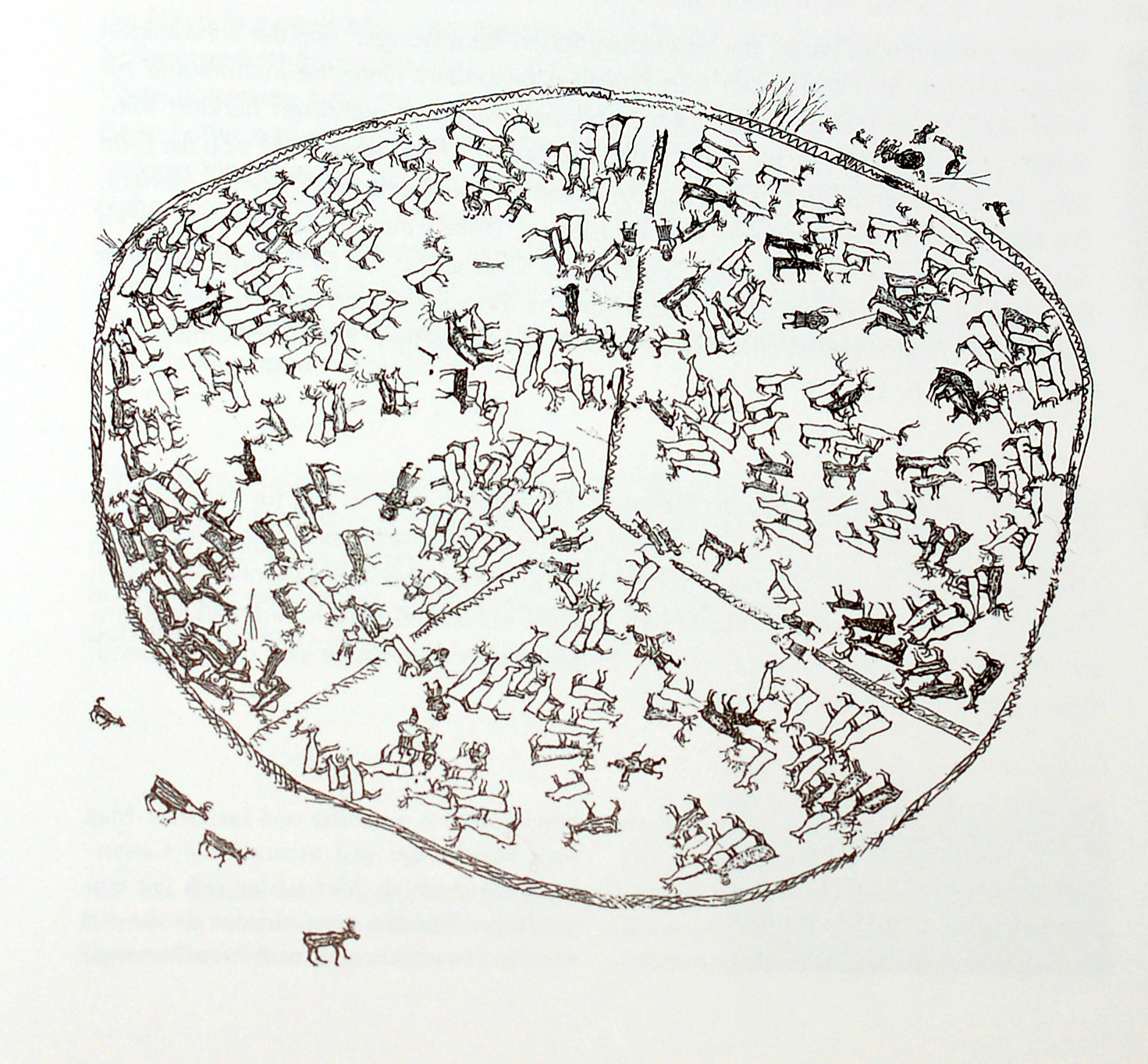
Renskiljning, av Johan Turi

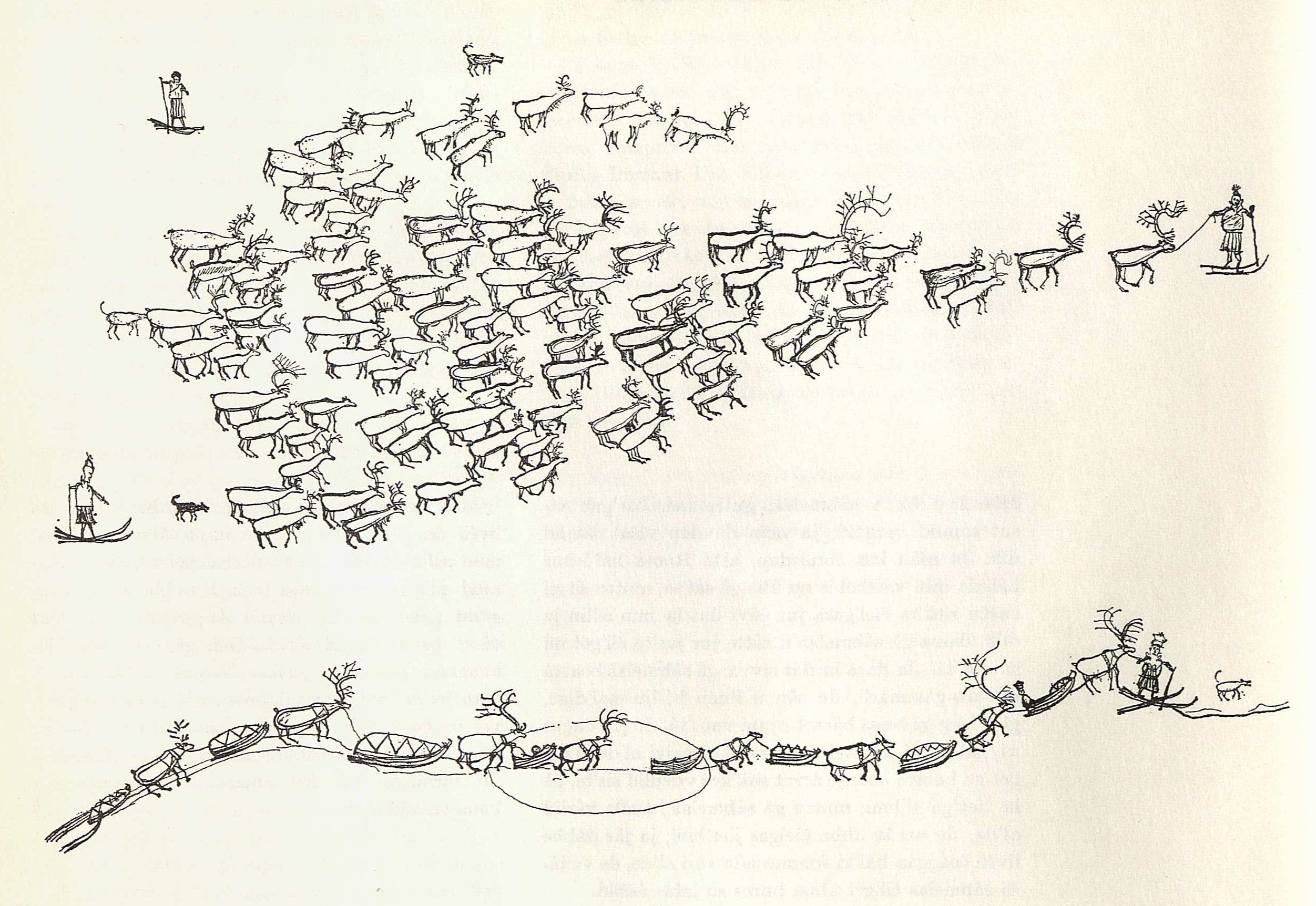
Rajd, av Johan Turi

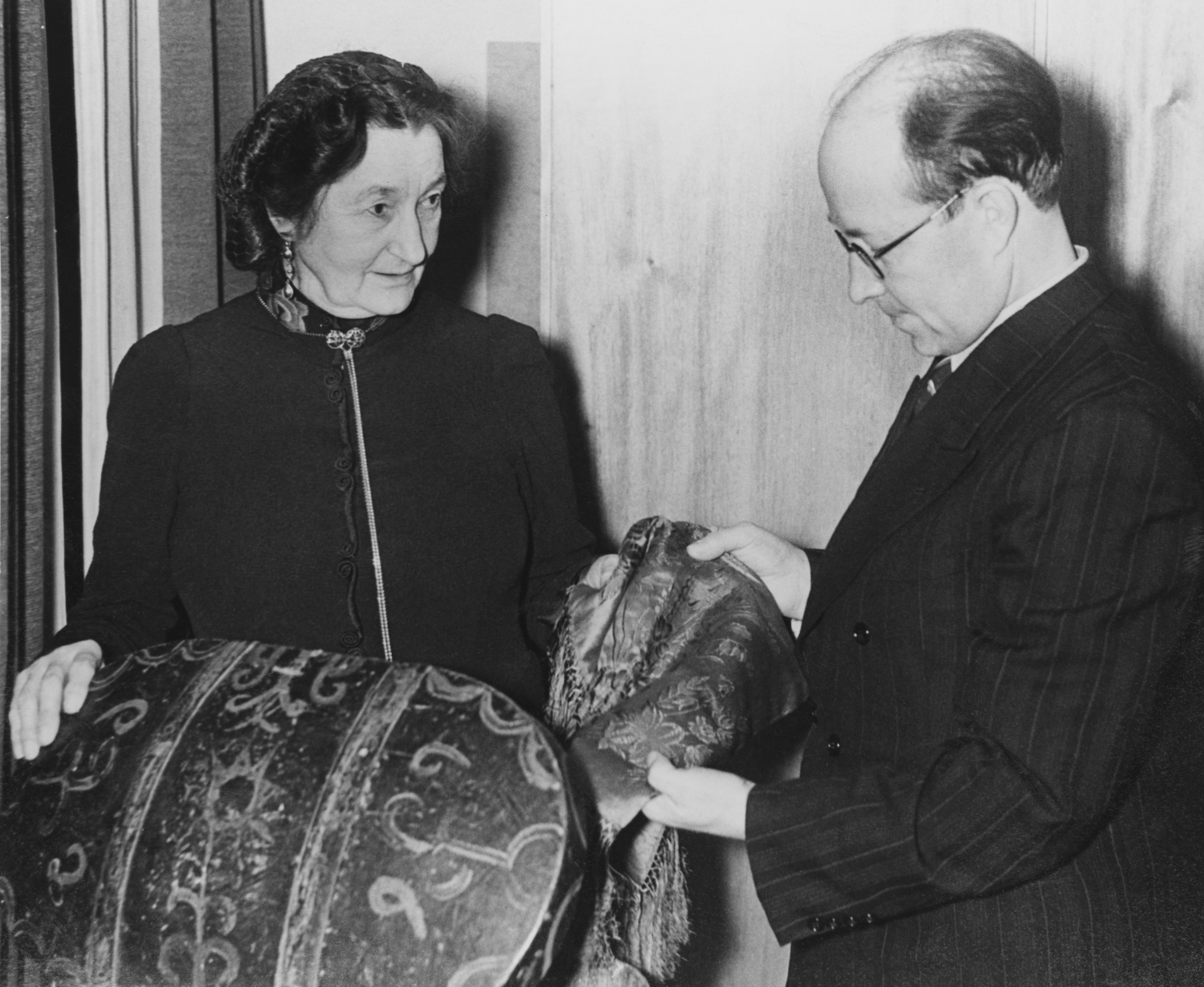
Emilie Demant-Hatt överlämnar en samling föremål som tillhört Johan Turi till Nordiska museet 1940.

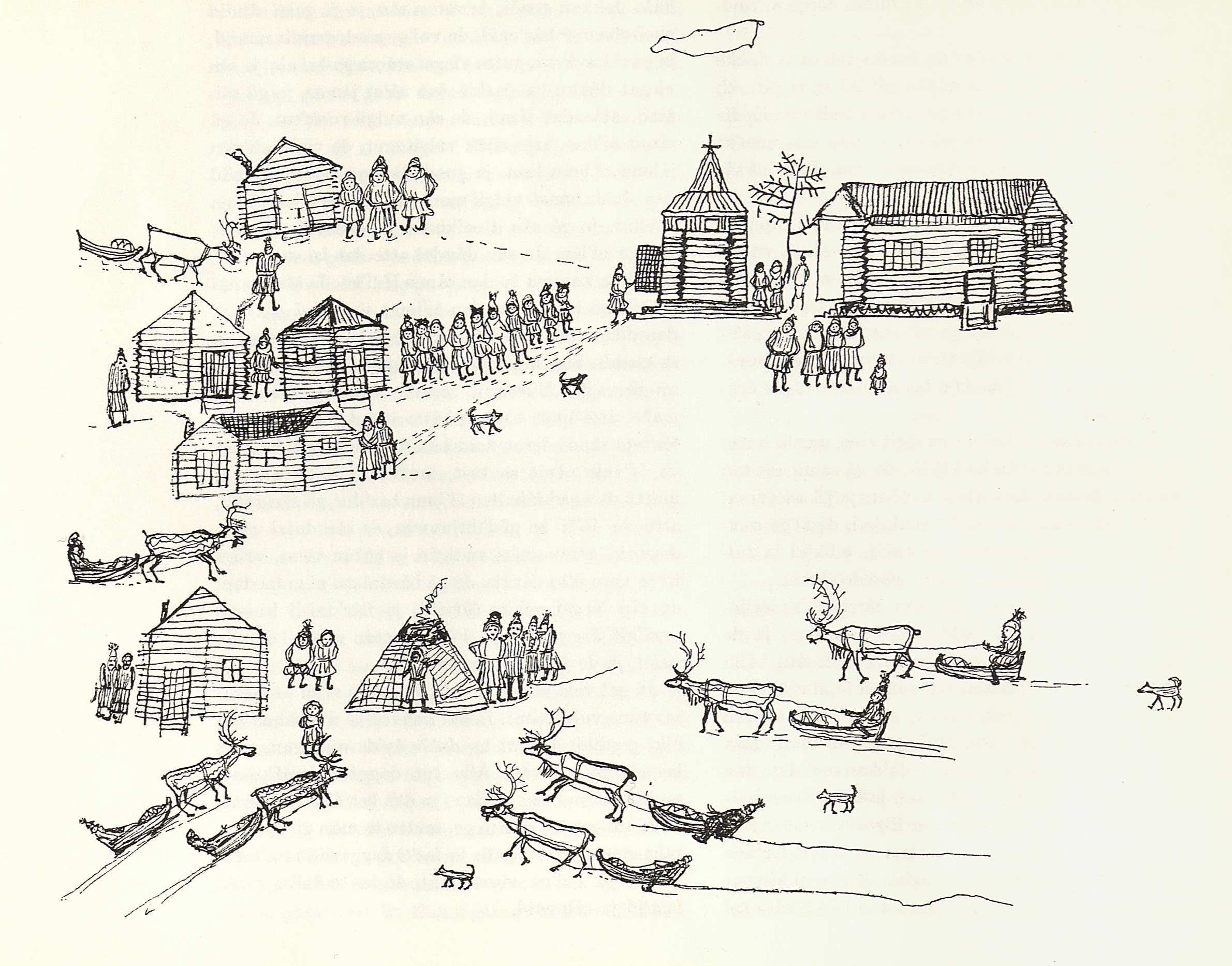
Jukkasjärvi kyrka

Johan Turi (även Johan Thuuri eller Johan Thuri; i svensk folkbokföring Johannes Olofsson Thuuri eller Johannes Olsson Thuuri), född 10 mars 1854 i Kautokeino, Finnmark fylke, Norge, död 30 november 1936 i Jukkasjärvi församling, var den förste samiska författare som skrev om samiska förhållanden.

## Biografi
Efter de ryska gränsstängningarna på Nordkalotten flyttade Johan Turi liksom många andra på 1880-talet till Sverige och slog sig ned i Talma sameby.
Under många år hade Johan Turi velat skriva en bok om fjällsamernas liv. Han hade aldrig gått i skola, men hade lärt sig läsa och skriva som vuxen. Först skrev han på finska, eftersom han menade att samiskan var ett alltför ringa språk för en bok som skulle ha någon som helst framgång. Han övergick dock till att skriva på sitt modersmål, nordsamisk Kautokeinodialekt. Johan Turis mötte föga förståelse i sin omgivning för detta i deras ögon onödiga projekt. År 1904 lärde han känna den danska författarinnan Emilie Demant-Hatt, som ville leva ett år tillsammans med fjällsamerna. Han hjälpte henne att förverkliga denna önskan, och i utbyte lovade hon att återkomma för att hjälpa honom med bokprojektet. Så skedde 1907, när Johan Turi och Emilie Demant-Hatt flyttade in i en barack vid Torne träsk. Han skrev medan hon skötte hushållet och dessutom uppmuntrade honom i arbetet. När Turi några månader senare var klar ordnade Emilie Demant-Hatt manuskriptet, som bestod av en mängd anteckningsböcker och lösa pappersark. Hennes nära vän Hjalmar Lundbohm, disponent vid LKAB i Kiruna, tog hand om utgivningen. Bokens titel blev Muittalus sámid birra : En bok om lapparnas liv, och den utkom 1910. I den första utgåvan återges den samiska texten tillsammans med Emilie Demant-Hatts översättning till danska samt Turis egna illustrationer. År 1917 utkom boken på svenska i översättning av Sven Karlén och K.B. Wiklund.
Muittalus sámid birra finns översatt även till engelska, tyska, ungerska, japanska, italienska, franska och finska.
Johan Turis andra bok, Från fjället, utkom 1931. Där berättar Turi minnen från jaktturer och renflyttningar, samt från de två långresor som han gjorde i sällskap med den engelske författaren och äventyraren Frank Hedges Butler och fotografen Borg Mesch. Den första resan ägde rum vintern 1913 och gick från Kiruna till Porsangerfjorden i Norge. Den andra resan genomfördes vintern 1914 och gick till Petjenga i Ryssland. Johan Turi fungerade som tolk och allt-i-allo. Under den första resan var Frank Butler helt ovan vid arktiska förhållanden. Johan Turi skildrar bland annat hur han och Borg Mesch försökte lära Butler att åka skidor genom att hålla honom mellan sig och åka utför en långsluttande backe. Turi skriver: "Men jag var nästan rädd för livet, för om den stora, feta herrn skulle ramla på mig, så skulle han krossa mig, som är en liten lapp". I boken återges dels Turis egen text, precis som han själv skrev den, dels en översättning av Anna Thuresdotter Bielke.
Tillsammans med sin 31 år yngre brorson Per Turi medverkade Johan Turi i volymen Lappish texts (Samiska texter), som utgavs 1918–1919 i Köpenhamn av Emilie Demant-Hatt och K.B. Wiklund. Författarnas texter på samiska presenteras där parallellt med översättningar till engelska. Johan Turis egensinniga stavning har av K.B. Wiklund normaliserats enligt då gällande norsk-samisk ortografi, medan Per Turis texter återges med bara mindre ändringar av interpunktionen.
År 1934 tilldelades Johan Turi konungens guldmedalj av åttonde storleken för sina litterära insatser.
Efter Turis död överlämnade Emilie Demant-Hatt år 1940 ett antal föremål till Nordiska museet.
Turi begravdes på Jukkasjärvi kyrkogård 3 januari 1937.